# Айнатас (Кызылкиянский сельский округ)
Айнатас (каз. Айнатас, до 2000 г. — Комсомол) — село в Казыгуртском районе Туркестанской области Казахстана. Входит в состав Кызылкиянского сельского округа. Код КАТО — 514047200.

## Население
В 1999 году население села составляло 1015 человек (503 мужчины и 512 женщин). По данным переписи 2009 года, в селе проживало 1366 человек (669 мужчин и 697 женщин).